# Palau’amin
Palau’amin ist ein mariner Naturstoff, welcher aus dem Schwamm Stylotella agminata isoliert wurde. Erstmals erforscht wurde dieser 1993 von Paul J. Scheuer, nachdem er im südwestlichen Pazifik nahe der namensgebenden Palau-Republik gefunden wurde.

## Eigenschaften
Palau’amin gehört zu der Stoffklasse der Pyrrol-Imidazol-Alkaloide (PIA), deren Derivate aus Schwämmen isoliert werden können und oft biologische Eigenschaften aufweisen. Der zentrale Baustein der Pyrrol-Imidazol-Alkaloide ist ein Zwischenprodukt des Stoffwechsels der Schwämme.
Palau’amin weist im Vergleich mit anderen PIA eine besonders starke biologische und vor allem immunsuppressive Wirkung auf. Zu weiteren pharmakologischen Eigenschaften zählen die antitumorale und antibiotische Wirkung sowie die im Vergleich zu vielen anderen Alkaloiden geringe Toxizität.

## Strukturbesonderheiten
Palau’amin erlangte seit seiner Entdeckung viel Aufmerksamkeit, die neben dem pharmakologischen Nutzen vor allem der interessanten Struktur geschuldet war. Aufgrund der 8 stereogenen Zentren, der 5 anellierten Ringe und der vielen reaktiven, vor allem stickstoffhaltigen funktionellen Gruppen fanden Wissenschaftler Interesse am Molekül. Hinzu kam die Besonderheit, dass zwei der anellierten Ringe eine zunächst nicht berücksichtigte trans-Konfiguration aufwiesen. Dies führte zu einem aufwendigen Weg bis zur ersten Totalsynthese, mit der sich viele Wissenschaftler auseinandersetzten und auch viele scheiterten. Die Herausforderung der Totalsynthese war eine Prestigeaufgabe.

## Entdeckung
Palau’amin wurde 1993 entdeckt. Es wurde aus 600 Gramm des gefriergetrockneten Schwamms durch Extraktion mit 6 Litern Methanol gewonnen. Die Struktur wurde damals schon mithilfe von NMR-Spektroskopie untersucht. Diese war zu dem Zeitpunkt jedoch noch nicht weit genug entwickelt, und es kam zu dem Fehlschluss, dass die eigentlich trans zueinander stehenden anellierten Ringe cis-konfiguriert seien. Unterstützt wurde die fehlerhafte Annahme darin, dass trans-konfigurierte Systeme bis dato unerforschter waren, weshalb die Forscher Gemeinsamkeiten mit cis-Verbindungen untersuchten und die fehlerhafte Struktur veröffentlichten.

## Entwicklungen bis zur richtigen Konfiguration
Über die Jahre wurde viel an Palau’amin geforscht und um das Jahr 2007 die bisher angenommene Struktur in Frage gestellt. Angestoßen durch die Forscher Köck und Grube, die eine für cis-Verbindungen zu große NMR-Kopplungskonstante nachwiesen, versuchte auch Overman mit seiner Retrosynthese im Jahr 2007 eine Revision der bisher vermuteten Struktur zu prüfen. Über die Herstellung eines cis-konfigurierten Cycloaddukts, wollte er Palau’amin auf Gemeinsamkeiten und Unterschiede mit dem synthetisierten Produkt untersuchen.
Zwar unterstützten die Forschungsergebnisse eine mögliche Revision der angenommenen Struktur, jedoch konnte die absolute Konfiguration nicht bewiesen und Palau’amin auch nicht totalsynthetisiert werden. Erst nachdem 2010 die absolute Konfiguration von Dibrompalau’amin über residuale dipolare Kopplung durch Schmidts und Köck bestätigt wurde, entwickelte sich der Weg zur Totalsynthese weiter.

## Gewinnung und Darstellung
2010 gelang Phil Baran und seinem Team die erste Totalsynthese in 25 Schritten, beruhend auf einem kinetisch stabileren Isomer zu Palau’amin. Nach 6 Jahren Forschung war es dem Team gelungen, durch eine Kaskadenreaktion ein Tautomer zu schaffen, welches trans-selektiv cyclisierte. Ausgehend von einem Cyclopentankern mit funktionellen Gruppen, wurde über Bromierung, nucleophile Substitution und Bildung eines Amids das Makropalau’amin synthetisiert. Im letzten, wichtigen Schritt wurde die Cyclisierung mithilfe von Trifluoressigsäure und unter Wärmezugabe (70 °C) angestoßen. Insgesamt konnten nur 0,015 % Gesamtausbeute erlangt werden.
2015 wurde ein zweiter Totalsynthesevorschlag aus Japan veröffentlicht. Dieser beinhaltete zuerst die Cyclisierung, welche ebenfalls durch eine Kaskadenreaktion angestoßen wurde. Erst im letzten Schritt wurden die funktionellen Gruppen entsprechend angepasst. Edukt dieser Reaktion war Cyclopentanon, welches in insgesamt 45 Schritten mit 0,037 % Ausbeute zu Palau’amin umgesetzt werden konnte.
Trotz schlechter Reproduzierbarkeit konnte mithilfe des synthetisierten Produkts die immunsuppressive Wirkung an Mäusemilzblutkörpern nachgewiesen werden. Beide Synthesewege eröffneten neue Wege für das Synthesedesign komplexer Moleküle und beinhalten viele interessante und sehr aufwendige Teilschritte.